# Ока, Томо
Томокадзу Ока (яп. 大家 友和 Ока Томокадзу, 18 марта 1976, Укё) — японский профессиональный бейсболист, питчер. В настоящее время тренер питчеров в клубе «Йокогама ДеНа Бэйстарз». Выступал за клуб «Йокогама Бэйстарз» в японской лиге НПБ и за ряд команд Главной лиги бейсбола.

## Биография
Томо Ока родился 18 марта 1976 года в Киото. Он был одним из троих детей, рос без отца. В возрасте 18 лет Ока был задрафтован клубом Центральной лиги «Йокогама Бэйстарз», но его карьера в Японии сложилась неоднозначно. В фарм-командах «Бэйстарз» он был одним из лучших питчеров, но в играх главной национальной лиги у него возникали проблемы. С 1994 по 1998 год Томо сыграл за клуб 34 матча с пропускаемостью 5,56, одержал одну победу и потерпел два поражения. Также он заработал себе репутацию игрока, отказывавшегося подчиняться строгой иерархической структуре, которая отличала японские профессиональные бейсбольные клубы. Сам он хотел играть в США и в конце 1998 года руководство Бэйстарз организовало Томо просмотр в «Бостон Ред Сокс». Он успешно прошёл его и 20 ноября команды достигли соглашения о переходе питчера.
Карьеру в США Ока начал в составе фарм-клуба АА-лиги «Трентон Тандер», одержал восемь побед и был переведён уровнем выше, в «Потакет Ред Сокс». В ААА-лиге он сыграл двенадцать матчей стартовым питчером, одержав восемь побед при одном поражении с пропускаемостью 1,58. После такого яркого старта руководство Бостона перевело Томо в основной состав, 19 июля 1999 года он дебютировал в Главной лиге бейсбола. Игра против «Флориды» ему не удалась: сыграв менее двух иннингов Ока пропустил пять хитов и пять очков. С августа его перевели в буллпен, в октябре он одержал свою первую победу в лиге. По итогам сезона 1999 года Томо был признан лучшим игроком фарм-системы «Ред Сокс».
Первую часть чемпионата 2000 года он также провёл в составе «Потакета», сыграв 1 июня совершенную игру против «Шарлотт Найтс» и вернувшись в Главную лигу бейсбола в июле. Он сыграл двенадцать матчей, одержав три победы при шести поражениях с пропускаемостью 3,12. Весной следующего года Ока сумел заработать место четвёртого питчера стартовой ротации «Ред Сокс». После хорошего старта его пропускаемость начала расти и в мае Томо был снова отправлен в ААА-лигу. В июле его вернули в команду, но показатель ERA к концу месяца достиг 6,19. Ока был обменян в «Монреаль Экспос» и в оставшейся части чемпионата одержал одну победу при четырёх поражениях с пропускаемостью 4,77.
В 2002 году ему удалось показать свой потенциал. Ока сыграл 31 матч в стартовом составе «Экспос», одержав 13 побед — лучший показатель в команде. Однако, удержать высокий уровень ему не удалось. В 2003 году результаты ухудшились, следующий сезон оказался сокращённым из-за травм. После переезда команды из Монреаля в Вашингтон в 2005 году Томо сыграл девять матчей и был обменян в «Милуоки Брюэрс». Здесь он провёл полтора года. 
Перед стартом сезона 2007 года Ока подписал контракт с «Торонто Блю Джейс», но был отчислен после десяти матчей, в которых он одержал две победы при пяти поражениях с ERA 5,29. После этого он играл за фарм-клубы, входящие в системы «Сент-Луис Кардиналс», «Сиэтл Маринерс» и «Чикаго Уайт Сокс», но пробиться в основной состав нигде не сумел. Последней его командой в Главной лиге бейсбола стали «Кливленд Индианс», за которых Томо сыграл восемнадцать матчей в сезоне 2009 года. 
После возвращения в Японию Ока сыграл ещё два неудачных сезона в «Йокогаме Бэйстарз». В 2013 году он предпринял попытку вернуться в США и принял участие в весенних тренировках «Торонто», но был отчислен по ходу сборов. Последним клубом в карьере Томо стали «Бриджпорт Блю Фиш» из независимой Атлантической лиги.